# Adeline Hazan
Adeline Hazan (n. 21 ianuarie 1956, Paris) este un om politic francez, membru al Parlamentului European în perioada 1999-2004 din partea Franței. Adeline Hazan este de profesie magistrat.